# Забігайло Володимир Костянтинович
Володи́мир Костянти́нович Забіга́йло (27 травня 1944, Київ — 21 березня 2005, Київ) — український правознавець та дипломат. Доктор юридичних наук (1983), професор (1990). Надзвичайний і Повноважний Посол України в Кенії. Син дипломата Костянтина Забігайла.

## Життєпис
Народився 27 травня 1944 року в Києві. У 1967 році закінчив Київський державний університет ім. Т. Шевченка (1967), юридичний факультет. У 1971 році закінчив аспірантуру Інституту держави та права АН УРСР. Доктор юридичних наук (1983), професор (1990).
З 1967 по 1988 — молодший, старший науковий співробітник, завідувач сектору Інституту держави та права АН УРСР.
З 1988 по 1992 — професор кафедри міжнародного права та порівняльного правознавства факультету міжнародних відносин та міжнародного права, заступник директора Інституту міжнародних відносин КДУ, директор управління міжнародних зв'язків КНУ, завідувач кафедри порівняльного правознавства ІМВ Київського державного університету ім. Т. Шевченка.

Могила Володимира Забігайла, Байкове кладовище

З 1992 по 1998 — радник Посольства України у США.
З 1998 по 1999 — заступник міністра юстиції України — уповноважений у справах дотримання Конвенції про захист прав і основних свобод людини.
З 09.2003 по 2005 — Надзвичайний і Повноважний Посол України в Кенії. 
З 02.2004 по 2005 — Постійний Представник України при Програмі ООН з навколишнього середовища ЮНЕП за сумісництвом. З 02.2004 по 2005 — Постійний Представник України при Програмі ООН з населених пунктів Хабітат за сумісництвом.
Помер у 60-річному віці 21 березня 2005 року. Похований на Байковому кладовищі (ділянка № 49б, 50°25′2.81″ пн. ш. 30°30′3.94″ сх. д. / 50.4174472° пн. ш. 30.5010944° сх. д.).

## Автор праць
- «Право і суспільство»(1998),
- «Демократія, права і свободи» (1983 співавтор),
- «Порівняльне правознавство: теорія і метод розвитку правової системи України» (1998, співавтор) та інші.